# Bogalhal
Bogalhal is een plaats (freguesia) in de Portugese gemeente Pinhel en telt 68 inwoners (2001).

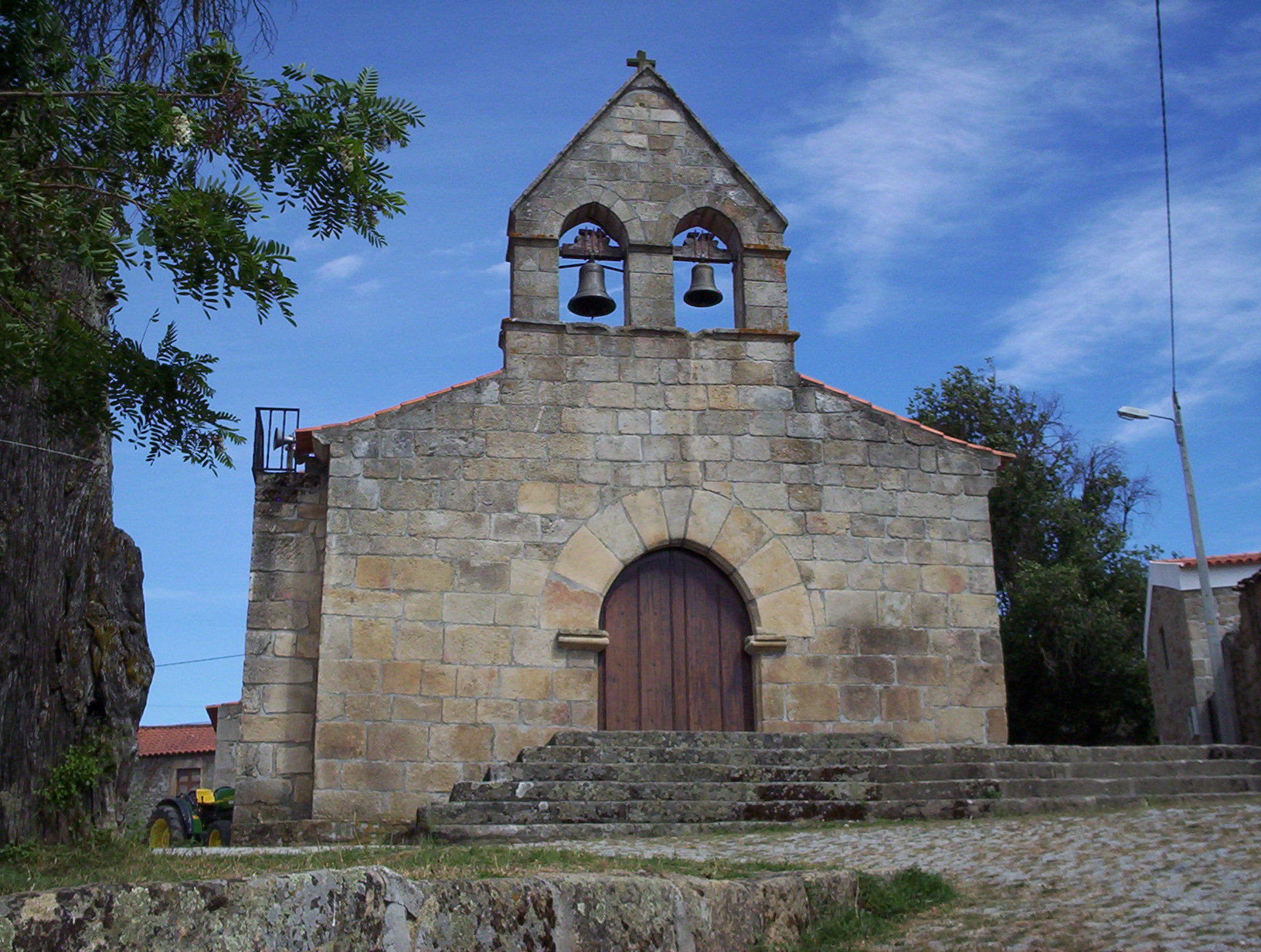
Parochiekerk van Bogalhal